# Флаг Занзибара и Пембы

Флаг

Флаг Народной Республики Занзибара и Пембы — Флаг представляет собой три горизонтальные полосы: верхнюю голубую, центральную чёрную и нижнюю зелёную. Каждый цвет флага имеет своё значение: синий — символизирует воды Индийского океана, которые омывают архипелаг. Помимо Занзибара и Пембы, в архипелаге есть ещё десятки небольших островов. Чёрный — отражает население островов, ведь большинство жителей — африканцы. Зелёный — символизирует богатую растительность островов и исламскую веру, которую исповедует большинство населения.
Были предложения добавить на флаг две белые пятиконечные звезды, которые символизировали острова, из которых состояло государство, но его не одобрили.
После объединения Народной Республики Занзибар и Пемба с Республикой Танганьика в Объединённую Республику Танзания в октябре 1964 года флаг изменили: на верхнюю голубую полосу, ближе к древку, добавили Государственный флаг Танзании, который подчеркивал принадлежность островов Танзании и подчинения ей. Этот флаг существует до сих пор.